# Kafr Kila, Syria
Kafr Kila (tiếng Ả Rập: كفر كيلا, cũng đánh vần là Kafr Kile) là một thị trấn ở phía tây bắc Syria, một phần hành chính của Tỉnh Idlib, nằm ở phía bắc Idlib. Các địa phương lân cận bao gồm Kafr Takharim ở phía tây nam, Qurqania ở phía đông nam, Barisha ở phía đông bắc, Qalb Loze ở phía bắc, Harem ở phía tây bắc và Isqat và Salqin ở phía tây. Theo Cục Thống kê Trung ương Syria, Kafr Kila có dân số 2.037 người trong cuộc điều tra dân số năm 2004. Cư dân của nó chủ yếu là thành viên của cộng đồng Druze.
Cư dân của Kafr Kila, giống như hầu hết Druze trong khu vực, làm việc chủ yếu trong nông nghiệp và trồng ô liu và thì là. Ngôi làng chứa một số tàn tích Byzantine. Trong số những tàn tích này bao gồm một nhà thờ trang trí công phu, với một lối vào đứng đầu bởi một lintel trang trí đặc biệt.
Trong cuộc Nội chiến Syria đang diễn ra, cư dân của Kafr Kila đã cung cấp nơi trú ẩn cho những người tị nạn nội bộ. Vào năm 2014, mặc dù khu vực Idlib (ngoại trừ Idlib và các vùng lãnh thổ nhỏ) phần lớn nằm dưới sự kiểm soát của phe đối lập, Quân đội Syria Tự do (FSA) đã không xâm nhập vào Kafr Kila hoặc các làng Druze khác vì các làng vẫn duy trì tính trung lập trong cuộc xung đột và lưu trữ nhiều gia đình di dời từ các thị trấn lân cận. Tuy nhiên, đến cuối năm 2013, các chiến binh từ Nhà nước Hồi giáo Iraq và Levant (ISIL), một tổ chức thánh chiến Salafi, phần lớn đã chiếm ưu thế so với FSA và chiếm được Kafr Kila cùng với các làng đa số Druze khác trong khu vực. Họ báo cáo rằng các cư dân "tuyên bố đạo Hồi của họ" bằng cách chuyển đổi nhà cầu nguyện của họ thành nhà thờ Hồi giáo và cắt tỉa ria mép.